# Česnek podivný
Česnek podivný (Allium paradoxum) je druh jednoděložné rostliny z čeledi amarylkovité.

## Popis
Jedná se o vytrvalou cca 15–30 cm vysokou rostlinu s podzemní cibulí, cibule je vejčitě kulovitá až kulovitá, asi 0,5–1 cm v průměru, obalné šupiny blanité. Lodyha je trojhranná, chabá, na bázi jsou 1-2 přízemní listy, listy na lodyze chybějí. Listy jsou přisedlé, čepele jsou kopinaté, dole zúžené, kýlnaté, asi 20 cm dlouhé a 0,5–2 cm široké. Květy jsou uspořádány do květenství, jedná se o lichookolík (stažený šroubel). Častější je typ s pacibulkami, kdy se vyvíjí jeden nebo žádný květ a více (až 20) bělavých až průhledných pacibulek (var. paradoxum). Řidčeji se vyskytuje var. normale, kdy je v květenství několik květů a pacibulky chybějí. Květenství je podepřeno 2-3dílným bělavým toulcem. Okvětí je zvonkovité, okvětní lístky jsou cca 12 mm dlouhé a 6 mm široké, bílé. Tyčinky jsou o něco kratší než okvětí, nitky jsou bez zoubků, na bázi srostlé. Plodem je tobolka, která se však často nevytváří.

## Rozšíření ve světě
Druh má svojí domovinu na Kavkaze, v horách Turkmenistánu a severního Íránu.

## Rozšíření v Česku
V ČR to je nepůvodní druh. Je někdy pěstován jako okrasná rostlina a někde (hlavně v Praze) je zdomácnělý v parkových trávnících.